# Miocardiopatía chagásica

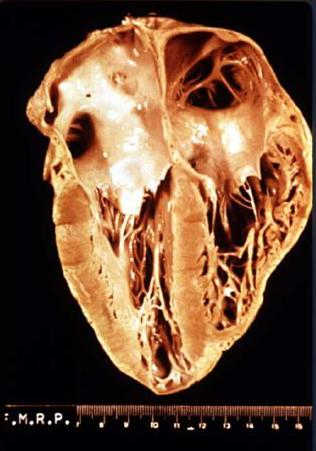
Los efectos patológicos del mal de Chagas causan inflamación del músculo del corazón.

La miocardiopatía chagásica es un tipo de miocarditis o inflamación del músculo cardíaco causada como consecuencia de una infección por el parásito Trypanosoma cruzi y la causa más importante de morbilidad crónica de la enfermedad de Chagas-Mazza así como de insuficiencia cardíaca en muchas regiones rurales de América Latina. La miocardiopatía chagásica es un tipo de miocardiopatía dilatada y la causa de miocardiopatía infecciosa más frecuente del mundo.

## Patología
La miocardiopatía chagásica se caracteriza por fibrosis en el intersticio o espacio entre el miocardio o músculo del corazón, un adelgazamiento y debilitamiento de la pared cardíaca, en especial a expensas del ventrículo derecho, una de las cámaras del corazón. Esta fibrosis o cicatrización afecta al sistema de conducción eléctrica del corazón principalmente la rama derecha del haz de His, por lo que el individuo con miocardiopatía chagásica presenta signos de insuficiencia cardíaca derecha y bloqueo de rama derecha visualizada en el electrocardiograma. Por razón de los trastornos sobre el sistema de conducción cardíaca, la miocardiopatía chagásica se caracteriza por una prevalencia elevada de circuitos eléctricos localizados en el epicardio—más que en el endocardio—que causan trastornos del ritmo cardíaco, especialmente extrasístoles y taquicardia ventricular, es decir, una contracción veloz de los ventrículos del corazón.

## Cuadro clínico
El corazón se nota aumentado de tamaño debido a la dilatación e hipertrofia de las cámaras cardíacas, pero las arterias coronarias tienden a ser de tamaño normal. Ello causa palpitaciones, dificultad respiratoria incluso a pequeños esfuerzos, desmayos e hinchazones. La principal manifestación de una miocardiopatía chagásica crónica es la insuficiencia cardíaca y la principal causa de muerte es el shock cardiogénico y la muerte súbita.